# Bestek (bouwkunde)
Een bestek, lastenboek of lastenkohier (Vlaanderen) is de omschrijving van een uit te voeren (bouw)werk, inclusief de van toepassing zijnde administratieve, juridische en technische bepalingen, materialen en uitvoeringsvoorwaarden. 
Aan het bestek zijn tekeningen gekoppeld, de zogenaamde bestektekeningen die samen met de technische omschrijving de basis vormen van het contract tussen opdrachtgever en aannemer (opdrachtnemer). Een bestek kan een volledige beschrijving, een functionele beschrijving of een prestatiebeschrijving van een werk zijn. In eerste instantie kan een bestek een basis vormen voor prijsvorming. 

## Nederland
De gebruikelijke systematieken in de Nederlandse ontwikkeling zijn de STABU-bestekssystematiek en de Nederlandse besteksystematiek (NBS), voor de woning- en utiliteitsbouw en de RAW-systematiek voor de grond-, weg- en waterbouw. De beroepsvereniging voor bestekschrijvers en bouwspecificatiedeskundigen in Nederland is de Beroepsvereniging Nederlandse Bouwspecificatiedeskundigen (BNB).

### Opbouw
Het bestek bevat als eerste een algemeen deel met de algemene omschrijving, algemene projectgegevens, bepalingen over werkzaamheden van derden, regelingen over de aanbesteding en inschrijving. Vervolgens wordt aangegeven welke voorwaarden en voorschriften van toepassing zijn zoals bepalingen omtrent verzekeringen, bepalingen over verrekeningen van wijzigingen en meer- en minderwerk, bepalingen over tekeningen en berekeningen en regelingen omtrent de arbeidsomstandigheden. Ook bouwplaatsvoorzieningen komen aan de orde. Vervolgens wordt het werk in onderdelen beschreven: de toe te passen materialen met specificaties.
De gebruikelijke administratieve basis voor een bestek zijn de Uniforme Administratieve Voorwaarden voor de uitvoering van werken en van technische installatiewerken 2012 (UAV 2012). De nieuwe UAV 2012 is aangepast aan de huidige titel 12 aanneming van werk in het Burgerlijk Wetboek 7. Tevens is bij de herziening van de UAV 1989, de UAVTI 1992 geïntegreerd. De UAV 2012 zijn op 30 januari 2012 bij ministeriële beschikking vastgesteld.
Volgens de UAV 2012 wordt bij lid 1 van paragraaf 1 "Aanduidingen, begripsbepalingen" verstaan onder het bestek:
- de beschrijving van het werk;
- de daarbij behorende tekeningen;
- de voor het werk geldende voorwaarden;
- de nota van inlichtingen;
- het proces-verbaal van aanwijzing.

### Standaardbestekken
Door de toenemende automatisering waren er eind jaren 90 standaardbestekken ontstaan, geschikt voor verwerking met de computer. Specifiek voor de woningbouw was er het SRW, het standaardbestek voor de woningbouw.  Wat later ontstond het SROW, het standaardbestek onderhoud en woningverbetering. Bij gesubsidieerde woningbouw was men verplicht volgens dit standaardbestek te werken. Daarnaast was er de eerste versie het STABU-bestek, het standaardbestek burger- en utiliteitsbouw. Rond 1990 zijn beide samengevoegd tot STABU 2. In 2018 is de Nederlandse besteksystematiek (NBS) geïntroduceerd.
De STABU-besteksystematiek voor de woning- en utiliteitsbouw bestaat uit hoofdstukken met nummers tussen 00 en 88. Elk hoofdstuk kent paragrafen en subparagrafen. De hoofdstukken 00 tot en met 05 bevatten administratieve/juridische bepalingen. De hoofdstukken 10 tot en met 84 bevatten standaard technische bepalingen en werkbeschrijvingen.

## België
De Vlaamse overheid beheert verschillende standaardbestekken die ze oplegt bij opdracht van openbare werken, zoals het SB250 (wegenbouw), het SB260 (kunstwerken en waterbouw), het SB280 (elektromechanica), en het administratieve SB200.